# Dakota Blue Richards
Dakota Blue Richards (Londra, 11 aprile 1994) è un'attrice britannica.
Incomincia la sua carriera all'età di 12 anni come protagonista del film fantasy La bussola d'oro, tratto dal primo capitolo della saga letteraria Queste oscure materie di Philip Pullman. Nel 2011 acquista popolarità televisiva grazie al ruolo di Franky Fitzgerald nella quinta e sesta stagione del teen drama Skins.

## Biografia
Dakota è nata nel 1994 a South Kensington, Londra da Michaela Richards, un'operatrice sociale. L'identità di suo padre non è pubblica infatti il suo nome non compare sul certificato di nascita e Dakota è stata cresciuta solo dalla madre. Il primo nome della bambina, "Dakota", è ispirato alla tribù Sioux con la quale la madre aveva dei rapporti di amicizia grazie all'anno passato negli Stati Uniti d'America. Mentre il secondo nome, "Blue", era il nickname del padre di Dakota. Quando la famiglia si trasferì a Brighton, Dakota iniziò a frequentare la St Paul's Primary School. Durante i fine settimana prendeva lezioni di recitazione e a volte doveva assentarsi da scuola per fare delle audizioni. A 11 anni si trasferì nella K-BIS Theatre School.

## Carriera

### La bussola d'oro
Quando aveva nove anni, Dakota ricevette i libri di Queste Oscure Materie dalla madre. Li lesse e capì subito di voler interpretare Lyra. Dopo aver visto l'adattamento teatrale al National Theatre, disse che "voleva semplicemente essere Lyra". Ha ricevuto lezioni private da due tutor individuali sul set.
Philip Pullman, autore dei libri, ha detto di lei: "Non appena ho visto il provino di Dakota, mi sono reso conto che la ricerca era finita."
La bussola d'oro è stato distribuito in tutto il mondo nel dicembre 2007 e ha incassato $372 milioni. Il critico Roger Ebert definì la Richards "una deliziosa scoperta, abbastanza coraggiosa, forte, padrona di sé, carismatica e quasi plausibile come l'amica di un orso corazzato e la protettrice della Polvere."

### Skins
Nell'agosto 2010 il sito dell'emittente televisiva britannica E4 annuncia che Dakota prenderà parte al nuovo cast di Skins, teen drama di successo internazionale premiato con un BAFTA nel 2009. Il 27 gennaio 2011, viene pubblicata la prima puntata della nuova serie su Channel 4, l'episodio è incentrato sul personaggio di Franky Fitzgerald, interpretato da Dakota. La Richards apparirà in tutti i restanti 7 episodi della stagione e parteciperà anche alla sesta stagione del teen drama che verrà trasmesso nel Regno Unito da gennaio a marzo 2012. Originariamente fece un provino per il ruolo di Liv Malone, ma diventò Franky proprio alla fine del processo di audizione. In qualità di membro della terza generazione del suo cast giovane, che è stato rivelato il 5 agosto 2010, la Richards ha detto "È pazzesco l'essere parte del fenomeno Skins." Nella sua seconda serie dello show, il suo personaggio Franky cambia radicalmente, diventando una ribelle autodistruttiva.

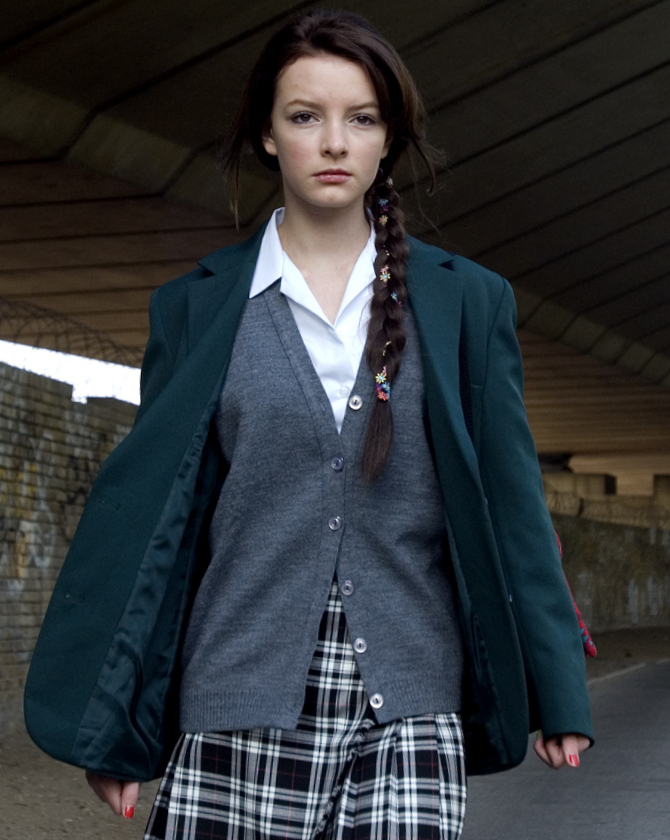
Dakota Blue Richards sul set di Dustbin Baby (2008)

### Altri ruoli
Nell'ottobre 2007 la Richards inizia le riprese del film Moonacre - I segreti dell'ultima luna, un altro adattamento di un libro fantasy, in cui ha il ruolo di Maria. Il film è uscito nelle sale italiane nel mese di giugno 2009.
Nel 2008 ha recitato nel ruolo di April Johnson nel film televisivo della BBC Dustbin Baby, tratto dall'omonimo romanzo di Jacqueline Wilson. In un'intervista al Telegraph ha detto che April è stato un personaggio difficile da interpretare poiché è molto diversa da lei.
Dakota ha partecipato anche ad un thriller psicologico, Lovely To The Last. Nell'aprile 2012 ha girato un film britannico chiamato The Fold a Bristol e in Cornovaglia, nel ruolo di Eloise, la figlia di un prete anglicano. Il film è stato scritto da Poppy Cogan, vincitrice del premio Harpers, e diretto da John Jencks. È stato distribuito nelle sale britanniche il 28 marzo del 2014 in versione limitata.
Richards ha ottenuto un ruolo da protagonista nel thriller di ITV Lightfields a fianco di Jill Halfpenny e Kris Marshall. Si tratta di una fiction sci fi di cinque episodi, che fa seguito alla miniserie Marchlands e racconta la storia di tre famiglie che vivono nella stessa casa con un fantasma durante diversi periodi di tempo.
Nel 2013 dirige il cast del thriller fantascientifico del regista francese Stéphanie Joalland The Quiet Hour, che parla di un fratello e una sorella che cercano di sopravvivere in un'Inghilterra post-apocalittica. Nello stesso anno ha girato il cortometraggio Girl Power. Il suo film successivo è una commedia britannica erotica chiamata ChickLit.
Dakota Blue Richards ha fatto il suo debutto sul palcoscenico nel 2014 all'English Touring Theatre di Londra, dove ha interpretato una versione moderna di Arcadia scritta da Tom Stoppard. Dal 2016 interpreta l'agente di polizia Shirley Trewlove nella serie televisiva Endeavour. Il suo personaggio ha cominciato ad  apparire dal secondo episodio della terza stagione.

## Filmografia

### Cinema
- La bussola d'oro (The Golden Compass), regia di Chris Weitz (2007)
- Moonacre - I segreti dell'ultima luna (The Secret of Moonacre), regia di Gábor Csupó (2008)
- The Fold, regia di John Jencks (2013)
- The Quiet Hour, regia di Stéphanie Joalland (2014)
- ChickLit, regia di Tony Britten (2016)

### Televisione
- Dustbin Baby, regia di Juliet May – film TV (2008)
- Skins – serie TV, 18 episodi (2011–2012)
- Lightfields – miniserie TV, 5 puntate (2013)
- Il giovane ispettore Morse (Endeavour) – serie TV, 13 episodi (2016-2018)
- Beecham House – serie TV, 6 episodi (2019)

### Cortometraggi
- Five Miles Out, regia di Andrew Haigh (2009)
- Rain (2010)
- Girl Power, regia di Benjamin Bee (2014)

### Doppiatrice
- La bussola d'oro (The Golden Compass) - videogioco (2007)

## Premi e candidature
| Anno | Film/TV          | Evento                            | Categoria                         | Risultato   |
| ---- | ---------------- | --------------------------------- | --------------------------------- | ----------- |
| 2008 | La bussola d'oro | Critics' Choice Awards            | Miglior giovane interprete        | Candidato/a |
| 2008 | La bussola d'oro | London Critics Circle Film Awards | Miglior rivelazione britannica    | Candidato/a |
| 2008 | La bussola d'oro | Young Artist Award                | Migliore giovane attrice          | Candidato/a |
| 2008 | La bussola d'oro | National Movie Awards             | Miglior interpretazione femminile | Candidato/a |
| 2008 | La bussola d'oro | Saturn Award                      | Miglior attrice emergente         | Candidato/a |
| 2011 | Skins            | Royal Television Society          | Migliore attrice                  | Candidato/a |

## Doppiatrici italiane
Nelle versioni in italiano dei suoi lavori, Dakota Blue Richards è stata doppiata da:
- Lilian Caputo ne La bussola d'oro
- Giulia Tarquini in Moonacre - I segreti dell'ultima luna
- Giulia Franceschetti in Skins
- Veronica Puccio in Beecham House